# Округ Лоуни
Округ Лоуни (чеш. Okres Louny) је округ у Устечком крају, у Чешкој Републици. Административно средиште округа је град Лоуни.

## Становништво
Према подацима о броју становника из 2012. године округ је имао 86.782 становника.